# Hermann von Büderich
Hermann von Büderich (* im 13. Jahrhundert; † im 14. Jahrhundert) war Domherr in Münster.

## Leben
Die genealogische Abstammung des Hermann von Büderich ist nicht überliefert. Er findet erstmals am 18. September 1312  als Domherr zu Münster urkundliche Erwähnung und war im Besitze der Archidiakonate Nienborg und Groenlo. 1343 kaufte er zusammen mit dem Domdechanten Hermann von Hövel vom Horstmarer Burgmann Gottfried von Münster das Haus Bunstorpe bei Greven.  Die Quellenlage gibt über seinen weiteren Lebensweg keinen Aufschluss.